# Cynthia Lee Maughan
Cynthia Lee Maughan (* 1949 in Bell, Kalifornien) ist eine US-amerikanische Videokünstlerin, die in Los Angeles lebt.

## Leben
Maughan ist 1949 in Kalifornien geboren. 1974 machte sie den Master an der California State University in Long Beach.
Zwischen 1973 und 1980 produzierte sie nahezu 300, meist kurze Video- Performances.
Beeinflusst ist ihre Arbeit durch William Wegman, Paul McCarthy und Martha Rosler.

## Gruppenausstellungen (Auswahl)
- 1977: documenta 6, Kassel
- 2008: The J. Paul Getty Museum at the Getty Center, Los Angeles, CA[2]
- 1997: Vraiment. féminisme et art Le Magasin/CNAC, Grenoble / France[3]
- 2011: Sympathetic Magic: Video Myths and Rituals Armory Center for the Arts, Pasadena
- 2012: Narration / Affekt / Diskurs lothringer13, München[4]
- 2012: Museum of Contemporary Art, Los Angeles[5]